# Guardal
Il Guardal (noto anche come Barbata) è un fiume spagnolo che scorre in Andalusia, interamente nella provincia di Granada. Insieme al fiume Fardes forma, nella confluenza con quest'ultimo, il fiume Guadiana Menor. Esso fa parte del più ampio bacino del fiume Guadalquivir.

## Origine
Esso è in realtà il corso d'acqua che trae origine dalla confluenza del río Barbata, che nasce dalla Fuente de los Agujeros, a 1.740 m s.l.m. ed il río Guardal, che nasce nella Sierra Seca. Viene per questo denominato con entrambi i nomi.

## Corso
Nel suo corso, lungo soli 46 km, attraversa gli sbarramenti di San Clemente e del Negratín per poi congiungersi al río Fardes fra i comuni di Benamaurel e Baza, formando così il fiume Guardiana Menor.